# Тучинський район
Тучинський район — колишнє адміністративне утворення у складі Ровенської області Української РСР з центром у селі Тучин.

## Історія
Указом Президії Верховної Ради Української РСР від 17 січня 1940 року в Ровенській області утворюються 30 районів, серед них — Тучинський з ґміни Тучин Ровенського повіту.. Під час Другої світової війни входив до Рівненської округи генеральної округи Волинь-Поділля Райхскомісаріату Україна. У першій половині 1944 року відновлено довоєнний адміністративний поділ області.
За даними районного відділу МДБ станом на квітень 1948 року з району було виселено 132 родини «бандпособників» і націоналістів.
Указом Президії ВР УРСР від 21 січня 1959-го «Про ліквідацію деяких районів Рівненської області» ліквідовуються 11 районів Ровенської області, серед яких Тучинський район. Його територія включена до складу Гощанського, Костопільського, Ровенського і Соснівського районів.